# Etnografia de arquivo
Etnografia de arquivo é um ramo da etnografia que se aplica em registros documentais, normalmente sob a custódia de instituições culturais, como arquivos. Esse campo dá-se numa interface entre história, comunicação e antropologia.
Sobre esse tipo de metodologia, é dito:
| “ | A etnografia do arquivo assenta nas anotações relativas a correspondências, analogias, regularidades, remissões, ou o seu reverso, que o arquivo disponi-biliza. Isto é, assenta nos registros de outrem das suas próprias experiências, historicamente circunscritas, na maioria dos casos não controláveis por esse directo, “naturalizadas” (nas classificações e ordenação pela estrutura terminada do arquivo). A etnografia de um arquivo parte, necessariamente, dessa condição do arquivo: que ele se protege do facto de ser um arquivo, mas que, enquanto tal, é um produto específico da articulação de estruturas e agências concretas. | ” |